# História da aleatoriedade

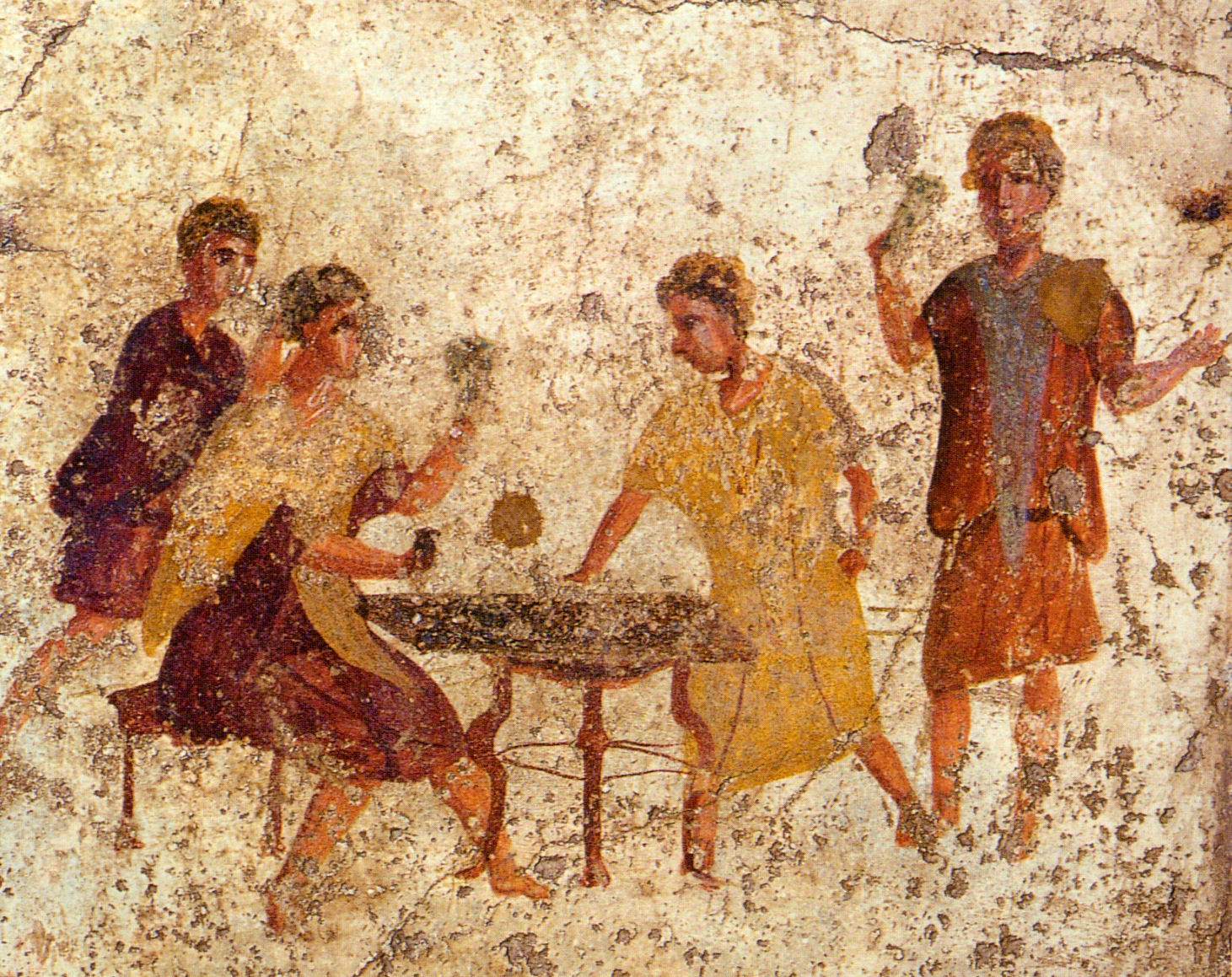
Afresco de jogadores de dados em Pompeia

Na antiguidade, os conceitos de acaso e aleatoriedade estavam ligados à ideia de destino. Muitos povos antigos utilizavam dados para determinar o futuro, prática que mais tarde deu origem aos jogos de azar. Ao mesmo tempo, diversas culturas antigas recorriam a métodos de adivinhação para tentar contornar a aleatoriedade e o destino. Além das crenças religiosas e dos jogos de azar, a aleatoriedade também era evidenciada no processo de sorteio, como já ocorria na antiga democracia ateniense, através do uso do kleroterion.
A formalização das probabilidades e do acaso talvez tenha ocorrido pela primeira vez pelos chineses, há cerca de 3.000 anos. Filósofos gregos discutiram  a aleatoriedade, mas de maneira não quantitativa. Foi somente no século XVI que matemáticos italianos começaram a formalizar as probabilidades relacionadas a jogos de azar. A invenção do cálculo moderno impulsionou o estudo formal da aleatoriedade. No século XIX, o conceito de entropia foi introduzido na física, aprofundando ainda mais a compreensão do acaso e da ordem no universo.
No início do século XX, houve um  crescimento acelerado na análise formal da aleatoriedade. A introdução dos fundamentos matemáticos da probabilidade culminouna na sua axiomatização em 1933. Simultaneamente, o surgimento da mecânica quântica alterou a visão científica sobre a determinação. No final do século XX, as ideias da teoria da informação algorítmica trouxeram novas dimensões ao campo, através do conceito de aleatoriedade algorítmica.
Embora a aleatoriedade tenha sido vista como um obstáculo por muitos séculos, no século XX, os cientistas da computação começaram a perceber que sua introdução deliberada em computações poderia ser uma ferramenta eficaz para projetar algoritmos mais eficientes. Em certos casos, esses algoritmos  conseguiram superar os melhores métodos determinísticos.

## Da Antiguidade à Idade Média

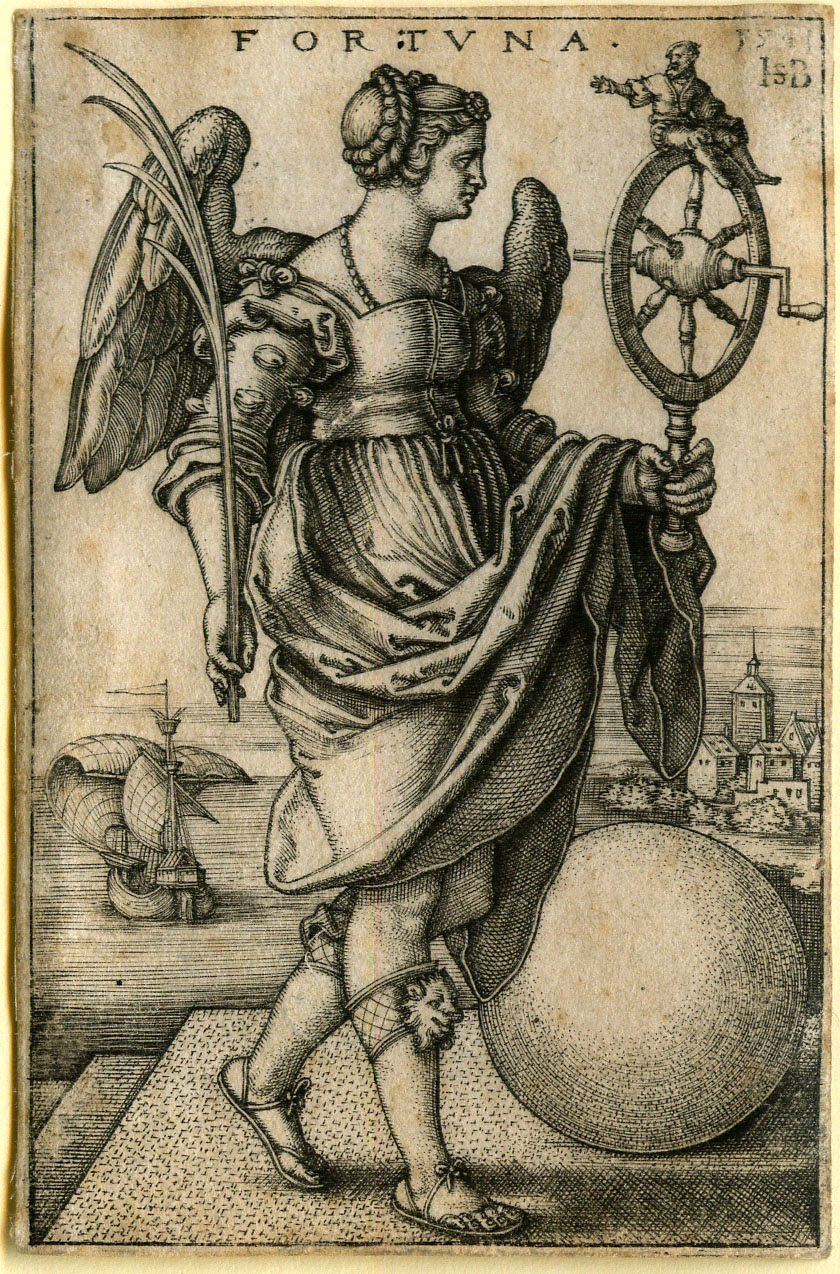
Representação da deusa romana Fortuna, por Hans Beham, 1541

A prática do jogo de dados, que estava presente entre os povos antigos do Mediterrâneo, pode ter evoluido para o que hoje conhecemos como jogos de azar. Também existem evidências de mais de 2 mil anos de jogos de azar entre egípcios, hindus e chineses antigos.
Há mais de 3.000 anos, os problemas relacionados ao lançamento de várias moedas foram abordados no I Ching, um dos mais antigos textos matemáticos chineses, que provavelmente data de 1150 a.C. No I Ching, os dois elementos principais, yin e yang, foram combinados de várias formas para gerar permutações de "cara e coroa". Além disso, os chineses pareciam ter conhecimento do triângulo de Pascal muito antes dos europeus formalizarem-no no século XVII. No entanto, a filosofia ocidental só começou a se concentrar nos aspectos matemáticos do acaso e da aleatoriedade no século XVI.
O desenvolvimento do conceito de acaso ao longo da história foi gradual. Os historiadores questionam por que o progresso no campo da aleatoriedade foi tão lento, apesar de os humanos lidarem com o acaso desde a antiguidade. Deborah J. Bennett sugere que as pessoas comuns têm uma dificuldade natural em compreender a aleatoriedade, apesar de o conceito muitas vezes ser visto como óbvio e evidente. Ela menciona estudos de Daniel Kahneman e Amos Tversky, que concluíram que os princípios estatísticos não são aprendidos a partir da experiência cotidiana, pois as pessoas não prestam atenção nos detalhes necessários para adquirir esse conhecimento.
Os filósofos gregos foram os primeiros pensadores ocidentais a refletir sobre o acaso e a aleatoriedade. Por volta de 400 a.C., Demócrito propôs uma visão de um mundo regido pelas leis da ordem, tratando a aleatoriedade como um conceito subjetivo, originado pela incapacidade humana de compreender a verdadeira natureza dos eventos. Ele ilustrou essa ideia com o exemplo de dois homens que enviaram seus servos para buscar água ao mesmo tempo, fazendo com que se encontrassem. Para os servos, que desconheciam o plano, o encontro seria considerado aleatório. Aristóteles via o acaso e a necessidade como forças opostas. Ele acreditava que a natureza possuía padrões ricos e constantes que não poderiam ser explicados apenas pelo acaso, mas que esses padrões não exibiam a uniformidade rígida do determinismo necessário. Para Aristóteles, a aleatoriedade fazia parte do mundo, mas era subordinada à necessidade e à ordem. Ele classificou os eventos em três tipos: os que acontecem necessariamente, os que são prováveis e ocorrem na maioria das vezes, e os eventos incognoscíveis, que ocorrem por puro acaso. Em sua visão, os resultados dos jogos de azar se enquadravam como eventos incognoscíveis.
Por volta de 300 a.C., Epicuro propôs a ideia de que a aleatoriedade existe de forma independente do conhecimento humano. Ele acreditava que, no mundo atômico, os átomos se desviariam aleatoriamente ao longo de seus caminhos, introduzindo a aleatoriedade em níveis mais fundamentais da realidade. Esse conceito foi uma tentativa de explicar a imprevisibilidade e a falta de determinismo no comportamento dos átomos, sugerindo que a aleatoriedade não era apenas uma questão de percepção humana, mas uma característica intrínseca da natureza.

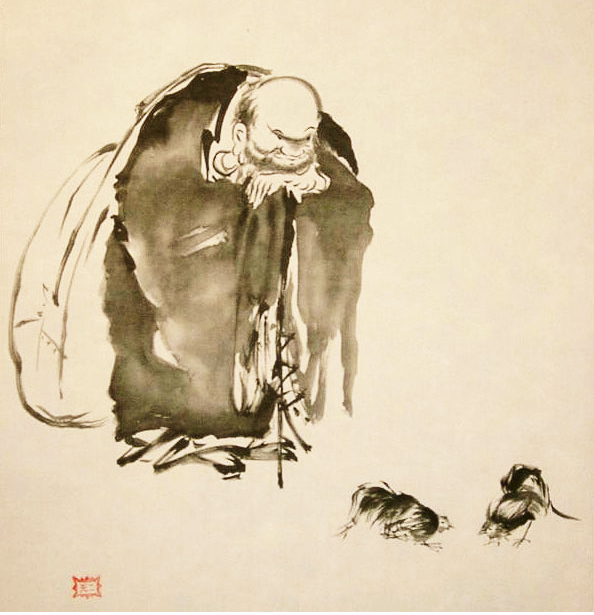
Hotei, a divindade chinesa e japonesa da fortuna observando uma briga de galos em uma gravura japonesa do século XVI

Por séculos depois de Epicuro, a ideia de sorte continuou a andar lado a lado com o destino. A adivinhação era praticada em muitas culturas: os chineses analisavam as rachaduras em cascos de tartaruga, enquanto os germanos, que, de acordo com Tácito, tinham grande consideração por sortes e presságios, utilizavam tiras de casca de árvore. No Império Romano, a aleatoridade era personificada pela deusa Fortuna.
A classificação de Aristóteles sobre os tipos de eventos — certos, prováveis e incognoscíveis — foi adotada pelos filósofos romanos, mas teve de ser conciliada com os ensinamentos cristãos deterministas. De acordo com a visão cristã, até os eventos incognoscíveis ao homem eram predestinados por Deus. No século X, o bispo Wibold de Cambrai enumerou corretamente os 56 resultados possíveis de jogar três dados. As cartas de baralho, por sua vez, só apareceram na Europa por volta de 1350, sendo inicialmente proibidas pela Igreja, que também se opunha à adivinhação, minando o poder dessa prática onde o Cristianismo se espalhava.
Ao longo dos séculos, estudiosos cristãos debateram o conflito entre a crença no livre-arbítrio e a aleatoriedade implícita, e a ideia de que Deus conhece tudo o que acontece. São Agostinho e Tomás de Aquino tentaram conciliar presciência divina e livre-arbítrio, mas Martinho Lutero argumentou que a omnisciência de Deus torna as ações humanas inevitáveis e determinadas. Tomás de Aquino, no século XIII, considerava a aleatoriedade como o resultado de diversas causas reunidas por acaso, mas rejeitava a ideia de que a natureza fosse aleatória, já que via muitos padrões na natureza que não poderiam ser explicados por acaso.
Durante séculos, a discussão sobre o acaso na Europa ocorreu sem base matemática. Foi apenas no século XVI que matemáticos italianos começaram a analisar os resultados dos jogos de azar em termos de proporções. Em seu Liber de Lude Aleae (1565), Gerolamo Cardano publicou um dos primeiros tratados formais para analisar as probabilidades de ganhar em diversos jogos de azar.

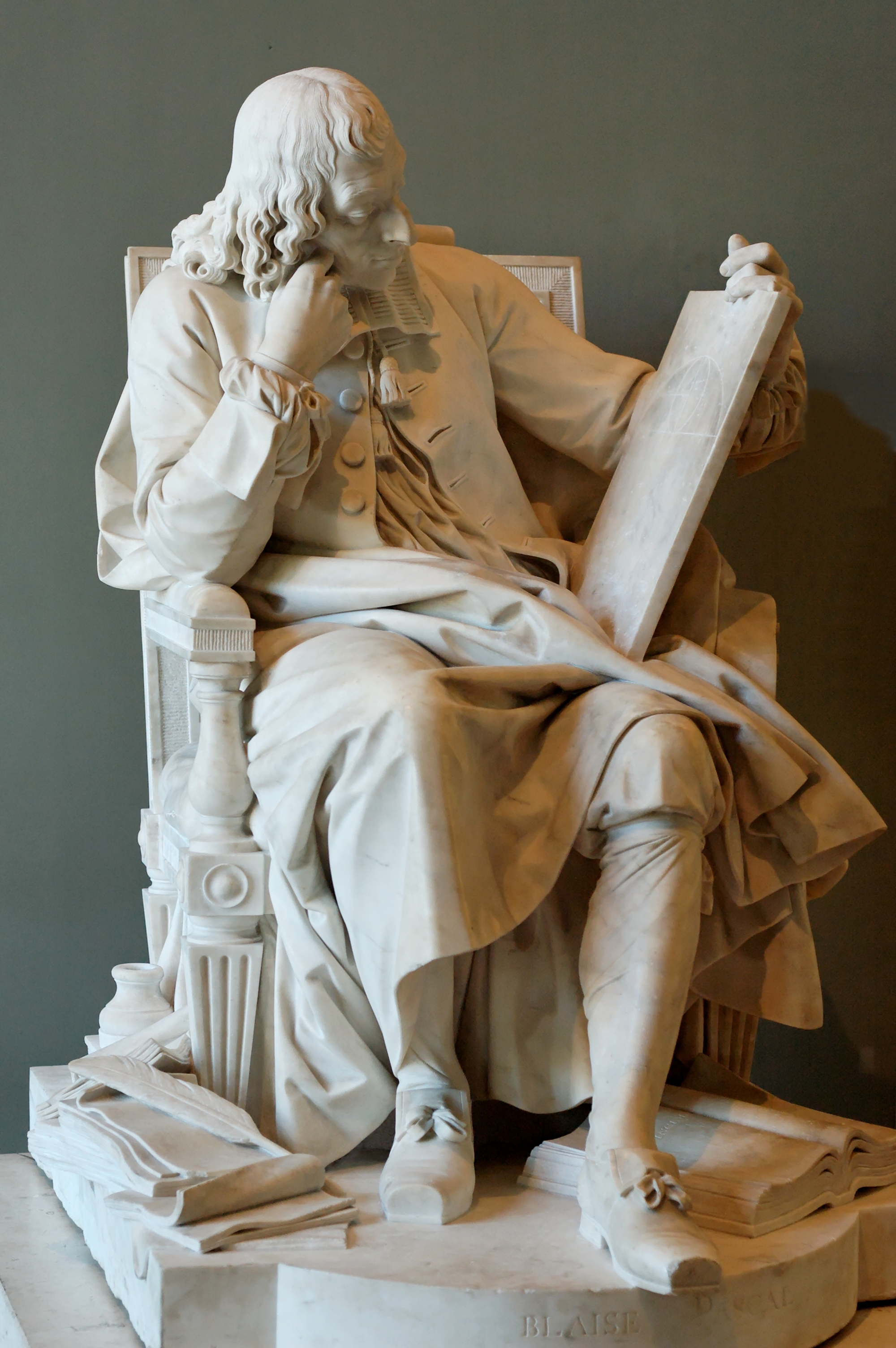
Estátua de Blaise Pascal, no Louvre

Por volta de 1620, Galileu escreveu um artigo intitulado Sobre uma descoberta relativa aos dados, no qual utilizou um modelo probabilístico inicial para abordar questões específicas. Em 1654, motivado pelo interesse do Chevalier de Méré em jogos de azar, Blaise Pascal iniciou uma correspondência com Pierre de Fermat, estabelecendo grande parte da base para a teoria da probabilidade. A aposta de Pascal foi notável pelo uso inicial do conceito de infinito e pela introdução formal da teoria da decisão. O trabalho de Pascal e Fermat influenciou o desenvolvimento do cálculo infinitesimal por Leibniz, o que, por sua vez, impulsionou ainda mais a análise formal da probabilidade e aleatoriedade.
A primeira proposta conhecida de compreender a aleatoriedade em termos de complexidade foi feita por Leibniz em um manuscrito do século XVII, descoberto após sua morte. Leibniz questionou como seria possível determinar se um conjunto de pontos em um pedaço de papel foi escolhido aleatoriamente (como no caso de respingos de tinta) ou não. Como sempre há uma equação matemática capaz de descrever qualquer conjunto finito de pontos (como no caso da interpolação lagrangiana), a questão estava em como esses pontos eram representados matematicamente. Leibniz considerava os pontos aleatórios se a função que os descrevia fosse extremamente complexa. Esse conceito foi formalizado três séculos depois como aleatoriedade algorítmica por A.N. Kolmogorov e Gregory Chaitin, que definiram como o comprimento mínimo de um programa de computador necessário para descrever uma sequência finita de forma aleatória.
Em 1718, foi publicado A Doutrina da Probabilidade, o primeiro livro didático sobre teoria da probabilidade. A abordagem da teoria da frequência para a probabilidade foi desenvolvida no final do século XIX por Robert Ellis e John Venn.

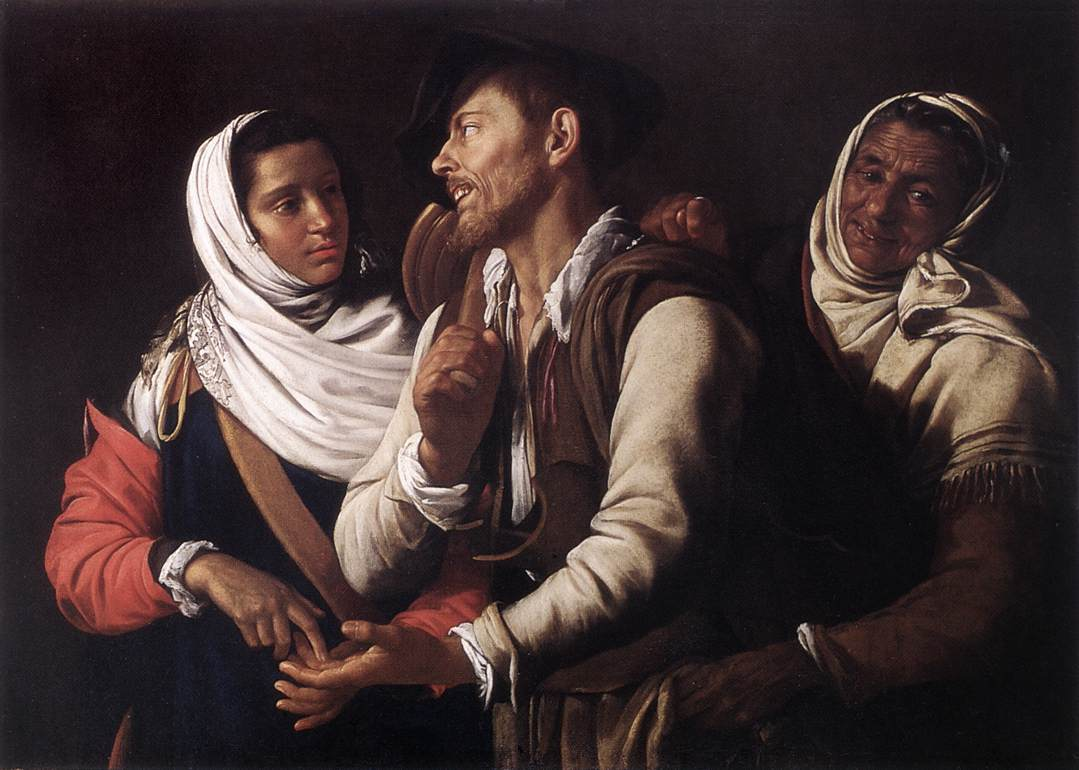
A Cartomante de Vouet, 1617

Enquanto a elite matemática avançava na compreensão da aleatoriedade entre os séculos XVII e XIX, o público em geral continuava a recorrer a práticas como a leitura da sorte, na esperança de controlar o acaso. A leitura da sorte era realizada de diversas formas, tanto no Oriente (onde mais tarde seria considerada um vício), quanto na Europa, por ciganos e outros grupos. Práticas populares na Inglaterra, como a interpretação de ovos caídos em um copo, foram levadas para as comunidades puritanas na América do Norte.

Conheço poucas coisas tão capazes de impressionar a imaginação quanto a maravilhosa forma de ordem cósmica expressa pela 'Lei da Frequência do Erro'. Essa lei teria sido personificada pelos gregos e divinizada, se a tivessem conhecido. Ela reina com serenidade e completo autoapagamento em meio à mais selvagem confusão. Quanto maior a multidão e maior a aparente anarquia, mais perfeito é o seu domínio. É a suprema lei da Desrazão. Sempre que uma grande amostra de elementos caóticos é tomada e organizada em ordem de magnitude, uma forma insuspeita e belíssima de regularidade prova ter estado latente o tempo todo. Os topos das fileiras organizadas formam uma curva fluida de proporções invariáveis; e cada elemento, ao ser classificado em seu lugar, encontra, por assim dizer, um nicho pré-ordenado, precisamente adaptado para recebê-lo.

Galton (1894)
O termo entropia, fundamental para o estudo da aleatoriedade, foi introduzido por Rudolf Clausius em 1865 enquanto ele investigava máquinas térmicas no contexto da segunda lei da termodinâmica. Clausius foi o primeiro a afirmar que "a entropia sempre aumenta".
Entre os tempos de Newton e cerca de 1890, acreditava-se amplamente que, se o estado inicial de um sistema fosse conhecido com precisão, e todas as forças que atuam nele pudessem ser formuladas com a mesma precisão, seria possível prever, em princípio, o estado do universo por um período infinitamente longo. No entanto, os limites dessas previsões tornaram-se evidentes em 1893, quando Henri Poincaré demonstrou que, no problema dos três corpos da astronomia, pequenas variações no estado inicial poderiam levar a grandes mudanças nas trajetórias durante a integração das equações.
No final do século XIX, o modelo de Newton de um universo mecânico estava desaparecendo à medida que a visão estatística da colisão de moléculas em gases era estudada por Maxwell e Boltzmann. Equação de Boltzmann S = o log e W foi o primeiro a relacionar entropia com logaritmos .

## Século XX
Durante o século XX, as cinco principais interpretações da teoria da probabilidade (clássica, lógica, de frequência, de propensão e subjetiva) foram amplamente compreendidas, discutidas, comparadas e contrastadas. Nesse período, um número significativo de áreas de aplicação foi desenvolvido, desde finanças até física. Em 1900, Louis Bachelier aplicou o movimento browniano para avaliar opções de ações, efetivamente lançando os campos da matemática financeira e dos processos estocásticos.
Émile Borel foi um dos primeiros matemáticos a abordar formalmente a aleatoriedade em 1909, introduzindo os números normais. Em 1919, Richard von Mises apresentou a primeira definição de aleatoriedade algorítmica por meio da impossibilidade de um sistema de jogo. Ele avançou a teoria da frequência da aleatoriedade com o conceito de "coletivo", ou seja, uma sequência aleatória. Von Mises via a aleatoriedade de um coletivo como uma lei empírica, estabelecida pela experiência, e relacionava a "desordem" ou aleatoriedade à falha de sistemas de jogo. Essa abordagem levou-o a propor uma definição de aleatoriedade que foi posteriormente refinada e formalizada matematicamente por Alonzo Church em 1940, utilizando funções computáveis. Von Mises comparou o princípio da impossibilidade de um sistema de jogo ao princípio da conservação de energia, uma lei que não pode ser provada, mas que se mantém verdadeira em experiências repetidas.
Von Mises nunca formalizou completamente suas regras para seleção de subsequências, mas, 1940, Alonzo Church sugeriu que as funções usadas para selecionar subsequências no formalismo de von Mises fossem funções computáveis, em vez de funções arbitrárias dos segmentos iniciais da sequência, apelando à tese de Church-Turing sobre eficácia.
O advento da mecânica quântica no início do século XX e a formulação do princípio da incerteza de Heisenberg em 1927 marcaram o fim da mentalidade newtoniana entre os físicos. Na mecânica quântica, não é possível considerar todos os elementos observáveis de um sistema como variáveis aleatórias simultaneamente, uma vez que muitos observáveis não comutam entre si.

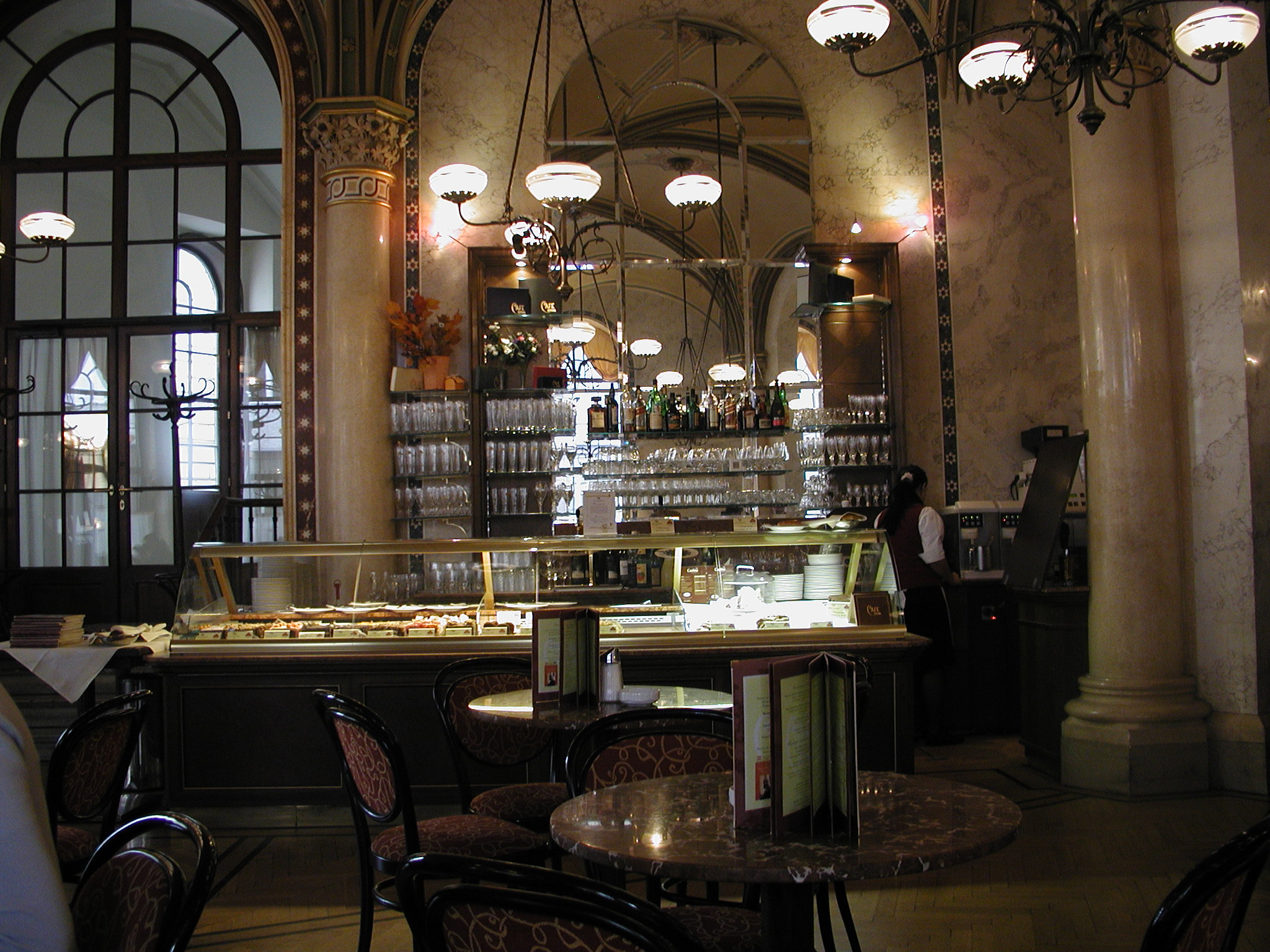
Café Central, um dos primeiros pontos de encontro do círculo de Viena

No início da década de 1940, a abordagem da teoria da frequência para a probabilidade já era amplamente aceita no Círculo de Viena. Mas, na década de 1950, Karl Popper propôs a teoria da propensão. Dado que a abordagem da frequência não consegue lidar com "um único lançamento" de uma moeda, tratando apenas de grandes conjuntos ou coletivos, as probabilidades de casos únicos foram interpretadas como propensões ou chances. O conceito de propensão também foi motivado pela necessidade de lidar com cenários de probabilidade de caso único na mecânica quântica, como a probabilidade de decaimento de um átomo específico em um momento específico. De forma mais geral, a abordagem da frequência não consegue tratar da probabilidade da morte de uma pessoa específica, já que a morte não pode ser repetida várias vezes para o mesmo indivíduo. Karl Popper ecoou o mesmo sentimento de Aristóteles ao ver a aleatoriedade como subordinada à ordem, escrevendo que "o conceito de acaso não se opõe ao conceito de lei" na natureza, desde que se considerem as leis do acaso.
O desenvolvimento da Teoria da Informação por Claude Shannon em 1948 deu origem à visão da aleatoriedade baseada na entropia. Nessa perspectiva, a aleatoriedade é o oposto do determinismo em um processo estocástico. Assim, se um sistema estocástico tem entropia zero, ele não tem aleatoriedade, e qualquer aumento na entropia aumenta a aleatoriedade. A formulação de Shannon remete à formulação da entropia por Boltzmann no século XIX, no caso em que todas as probabilidades são iguais. A entropia é agora amplamente utilizada em diversas áreas da ciência, da termodinâmica à química quântica.
Os martingales para o estudo do acaso e das estratégias de apostas foram introduzidos por Paul Lévy na década de 1930 e formalizados por Joseph L. Doob na década de 1950. A aplicação da hipótese do passeio aleatório na teoria financeira foi proposta pela primeira vez por Maurice Kendall em 1953 e posteriormente promovida por Eugene Fama e Burton Malkiel.
As sequências aleatórias foram estudadas pela primeira vez na década de 1960 por A. N. Kolmogorov (que havia fornecido a primeira definição axiomática da teoria da probabilidade em 1933), Chaitin e Martin-Löf. A aleatoriedade algorítmica de uma sequência foi definida como o tamanho mínimo de um programa (em bits) executado em um computador universal que produz a sequência. A constante de Chaitin relacionou posteriormente a aleatoriedade e a probabilidade de parada de programas.
Em 1964, Benoît Mandelbrot sugeriu que a maioria dos modelos estatísticos abordava apenas uma primeira etapa no tratamento do indeterminismo, ignorando muitos aspectos da turbulência do mundo real.

Durante o século XX, os limites no tratamento da aleatoriedade foram melhor compreendidos. O exemplo mais conhecido de limites teóricos e operacionais na previsibilidade é a previsão do tempo, simplesmente porque modelos têm sido usados nessa área desde a década de 1950. As previsões do tempo e do clima são necessariamente incertas, pois as observações são incompletas e os modelos que utilizam esses dados também são incertos.
Em 1961, Edward Lorenz percebeu que uma pequena mudança nos dados iniciais submetidos a um programa de simulação do tempo poderia resultar em um cenário climático completamente diferente. Isso ficou conhecido como o efeito borboleta. Um exemplo importante de limites práticos na previsibilidade é a geologia, onde a capacidade de prever terremotos, seja individualmente ou estatisticamente, continua sendo um desafio distante.
Na transição entre a década de 70 e a década de 80, cientistas da computação começaram a perceber que a introdução deliberada de aleatoriedade em cálculos poderia ser uma ferramenta eficaz para projetar algoritmos melhores. Em alguns casos, esses algoritmos randomizados superam os melhores métodos determinísticos.